# Amager International School
Amager International School - Rødovre (forkortet AIS) er en fri grundskole i Rødovre.
Skolen benytter Scientology-stifteren L. Ron Hubbards pædagogiske metoder og betaler licens til den Scientology-tilknyttede virksomhed Applied Scholastics.